# Hohenwarth
Hohenwarth là một đô thị ở huyện Cham bang Bayern nước Đức. Đô thị Hohenwarth có diện tích 24,23 km², dân số thời điểm ngày 31 tháng 12 năm 2006 là 2075 người.